# Carl Steffeck

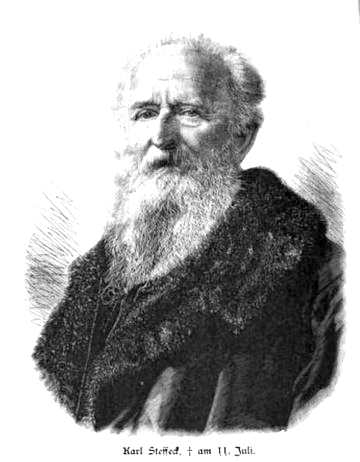
Carl Steffeck

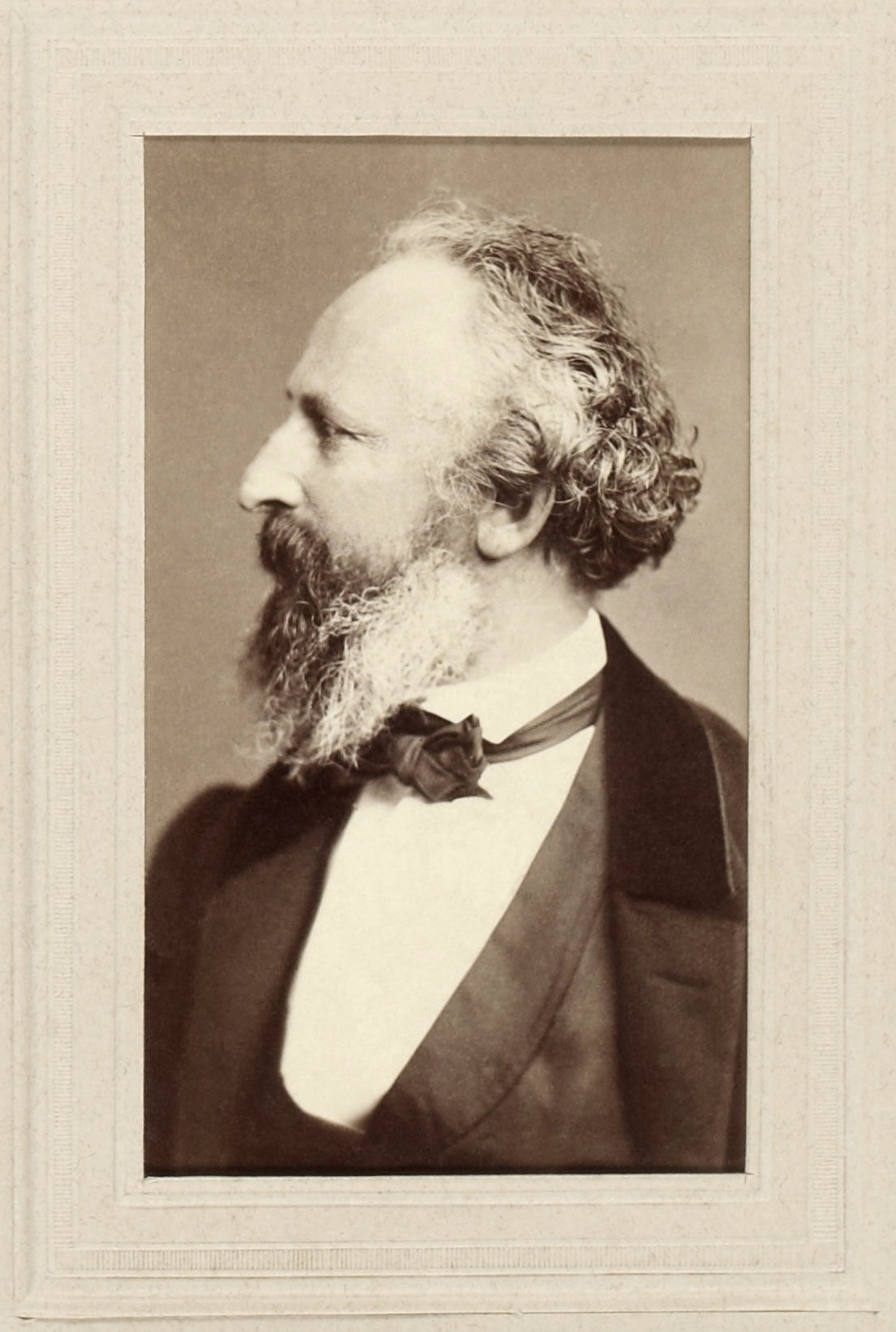
Carl Steffeck

Carl Steffeck, auch Karl Steffeck geschrieben (* 4. April 1818 in Berlin; † 11. Juli 1890 in Königsberg, Ostpreußen; vollständiger Name: Carl Constantin Heinrich Steffeck), war ein deutscher Maler und Grafiker. Er wurde vor allem durch seine Bilder von Pferden und Hunden bekannt.

## Leben
Steffeck, Sohn des künstlerisch interessierten Privatiers Carl Steffeck (1791–1864), besuchte schon zu Gymnasialzeiten die Berliner Kunstakademie. 1837 kam er in die Meisterklasse des Pferdemalers Franz Krüger, später ins Atelier von Carl Joseph Begas. 1839 ging er nach Paris, wo er zwei Monate lang Schüler Paul Delaroches war, besonders aber die Arbeiten Horace Vernets studierte. Von 1840 bis 1842 hielt er sich in Italien auf.
Nach seiner Rückkehr malte er meist Jagd- und Tierbilder. Über dieses Genre hinaus weist sein großes historisches Gemälde Albrecht Achilles im Kampf mit den Nürnbergern um eine Standarte von 1848, das sich durch den Glanz der Farbgebung und durch die meisterhafte Darstellung der Pferde auszeichnete. 1864 erwarb der preußische Staat das Bild für die Nationalgalerie Berlin (dort heute als Albrecht Achill im Kampf um Nürnberg).

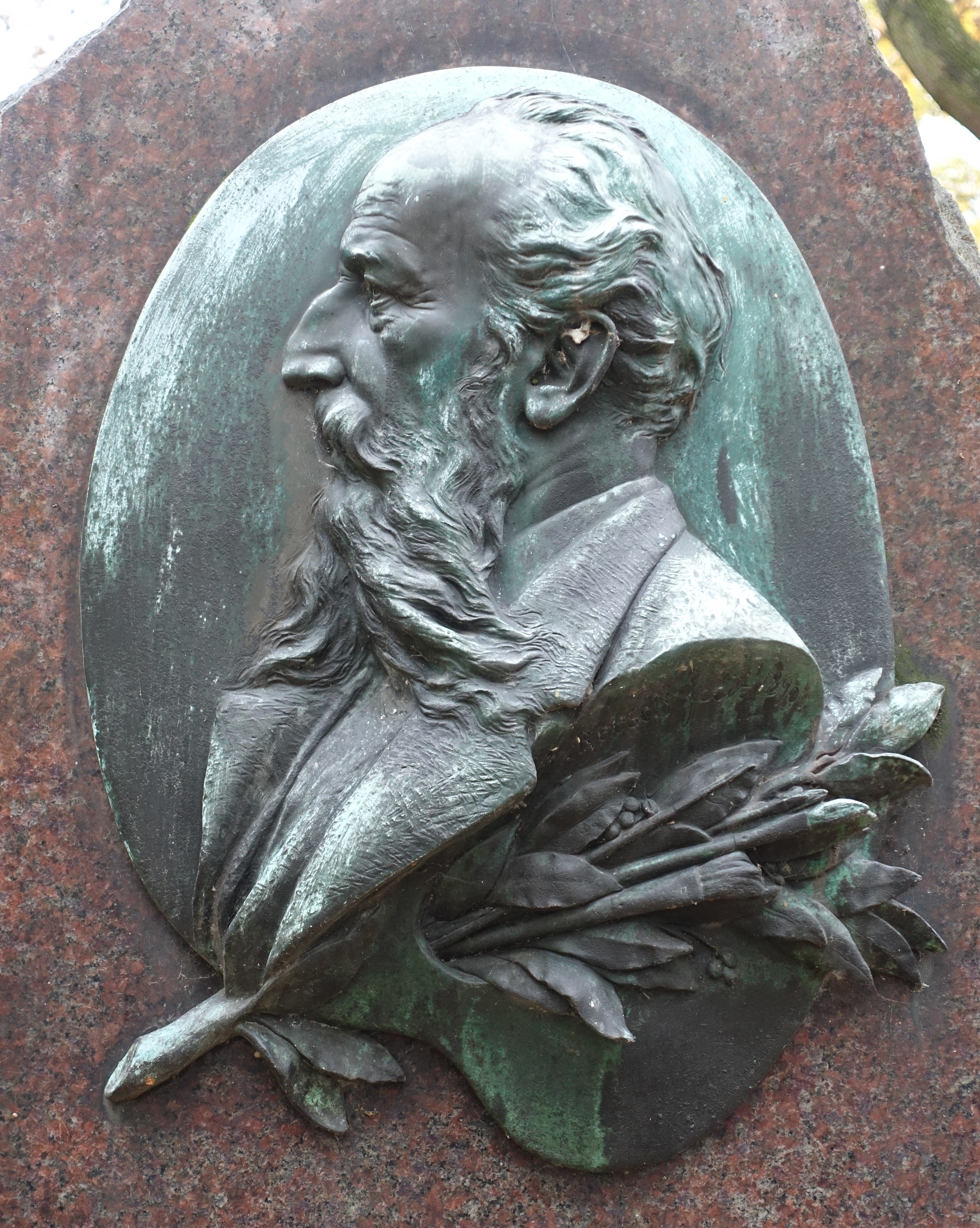
Porträtmedaillon auf Steffecks Grabstein (Französischer Friedhof, Berlin)

Steffeck spezialisierte sich immer mehr auf Gemälde von Pferden in Ruhe und Bewegung und auf Sportbilder und Pferdeporträts. Daneben schuf er zahlreiche Porträts kleinen Formats, einige weitere große historische Gemälde, viele Aquarelle, Lithografien und Radierungen sowie einige Tierskulpturen aus Bronze. Sein Schüler Max Liebermann berichtete, Steffeck habe seine kleinformatigen Reiterbildnisse, die er für sechs Friedrichsdor verkaufte, meist in nur einer Sitzung gemalt, so dass der Porträtierte das Bild oft noch nass mit nach Hause nehmen konnte.
Seit Anfang der 1850er Jahre widmete sich Steffeck vermehrt der Lehre; einer seiner Schüler war Hans von Marées. 1859 wurde er Professor an der Berliner Kunstakademie, 1880 wurde er als Direktor an die Kunstakademie Königsberg berufen.
1890 starb er plötzlich an einem Schlaganfall. Er wurde auf dem Französischen Friedhof an der Chausseestraße in Berlin bestattet. Das Porträt-Medaillon für seinen Grabstein schuf der Bildhauer Friedrich Reusch, ein Professoren-Kollege von der Königsberger Kunstakademie.

## Werk

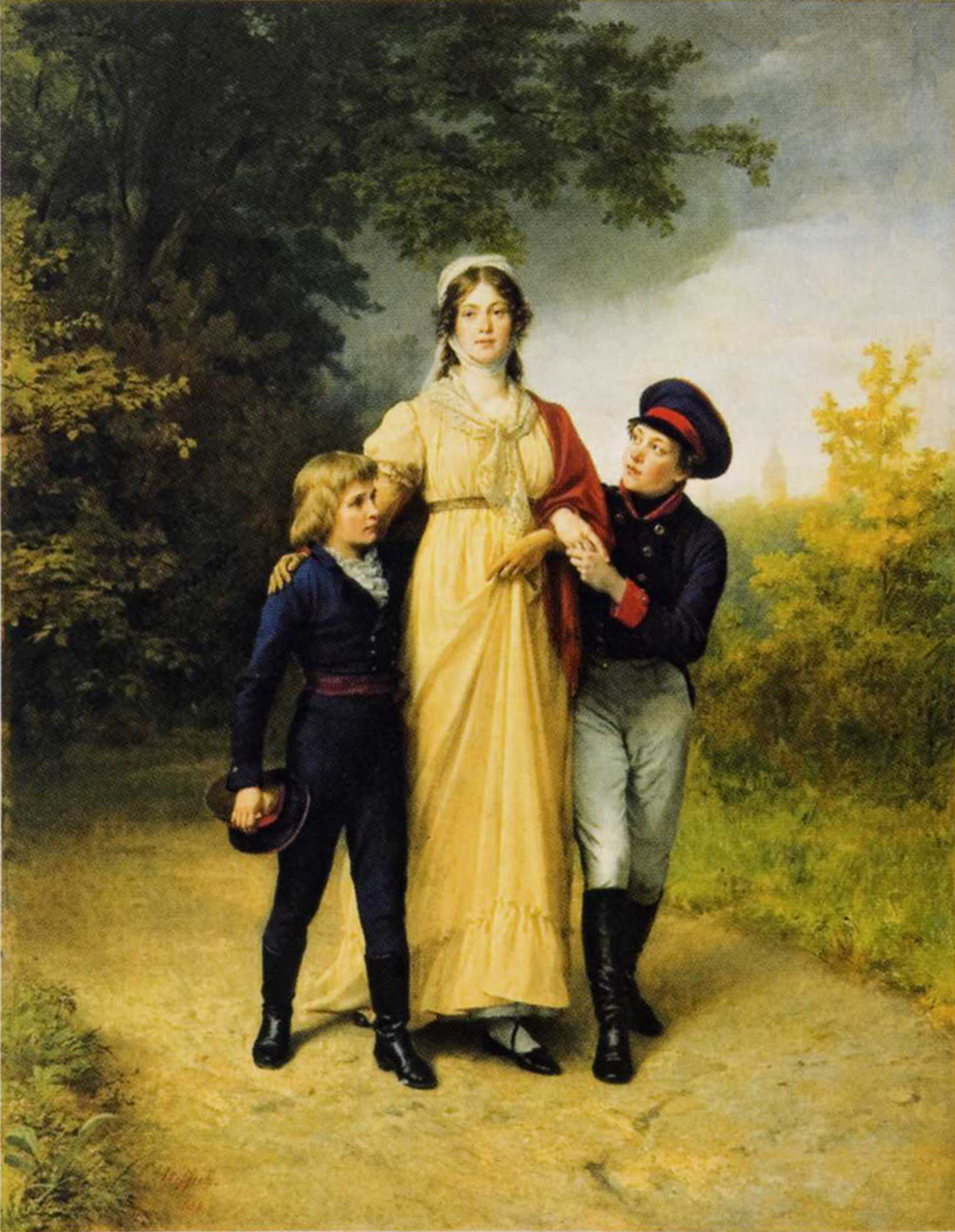
Carl Steffeck, Königin Luise mit ihren beiden ältesten Söhnen im Park von Luisenwahl, 1886

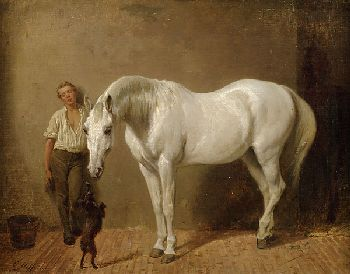
Carl Steffeck, Schimmel, Hund und Bursche

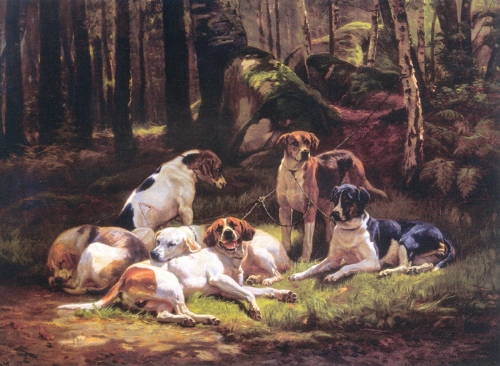
Carl Steffeck, Hunde, 1856

Historische und militärische Gemälde
- Albrecht Achille im Kampf um Nürnberg, 1848, Öl auf Leinwand, H383 × B566 cm, Nationalgalerie Berlin
- Erschießung von Robert Blum in der Brigittenau (Wien, nach 1848)
- Attacke der ersten Dragoner bei Königgrätz (1867)
- Der Sieger von Königgrätz, von seinen Kriegern begrüßt (1869)
- General Reille überbringt König Wilhelm auf dem Schlachtfelde von Sedan das Schreiben Kaiser Napoleons (für die Ruhmeshalle des Berliner Zeughauses, 1884)
- Zyklus von Bildern aus der preußischen Geschichte für das Wilhelm-Gymnasium Königsberg, darunter
  - Einzug des Hochmeisters Siegfried von Feuchtwangen in die Marienburg 1309
  - Königin Luise von Preußen mit ihren Söhnen (Friedrich Wilhelm und Wilhelm) in Luisenwahl (weitere Version des Bildes später im Provinzialmuseum Breslau; diese Version wurde von Polen der DDR geschenkt und befindet sich heute im Besitz der Alten Nationalgalerie, z. Zt. in Dortmund ausgestellt)
- Die neuen Uniformen des preußischen Heeres (elf Bilder für das Hohenzollern-Museum Berlin)

Porträts
- Reiterporträt Kaiser Wilhelms I.
- Reiterporträt des Kronprinzen Friedrich Wilhelm von Preußen
- Prinz Carl von Preußen als roter Jäger zu Pferde
- Reiterporträt des Fürsten Hans Heinrich XI. von Hochberg-Pless (1859; im Bestand des Schlossmuseums Pless / Muzeum Zamkowe w Pszczynie)
- Reiterporträt Manteuffel
- Reiterbildnis des Generalkonsuls Friedrich August von Staegemann
- Bildnis des Physikers und Mineralogen Prof. Franz Neumann
- Porträt Johann Gottfried Schadows
- Selbstbildnis

Pferde- und andere Tierbilder
- Pferdeschwemme
- Zwei Wachtelhunde um einen Sonnenschirm streitend (1850)
- Der lauernde Fuchs
- Arbeitspferde (1860)
- Halali (1862)
- Pferdekoppel (1870)
- Wochenvisite (1872)
- Wettrennen (1874)
- Die Stute mit dem toten Füllen
- Zigeunerknabe durch einen Wald reitend
- Stute mit Fohlen auf der Weide, um 1877, Öl auf Leinwand, H63,2 × B83,5 cm, Neue Galerie (Kassel)

Anderes
- Himmelfahrt Christi, Altarbild für die protestantische Kapelle in Karlsbad

## Schüler und Schülerinnen (Auswahl)
Felix Ehrlich, Alois Erdtelt, Ernst Ewald, Conrad Freyberg, Elise Goebeler, Emil Hallatz, Adolf Hering, Curt Herrmann, Ernst Hildebrand, Paul Konewka, Georg Koch, Max Liebermann, Hans von Marées, Friedrich Ortlieb,  Ferdinand Schauss, Heinrich Sperling.